# 5,56×45 mm NATO
5,56×45mm NATO (službeno nazivlje NATO-a − 5.56 NATO) je dimenzija metka (čahure) za pušku, razvijenog u Sjedinjenim Državama i izvorno kalibriranog za pušku M16. Pod STANAG-om 4172, to je standardni kalibar NATO-vih snaga. Izveden je od .223 Remingtona, ali nije mu identičan. Pri udaru ovog metka u tkivo dovoljno visokom brzinom, dolazi do fragmentacije i brzog prijenosa energije na okolna tkiva, koja mogu izazvati rane s dramatičnim učincima.

## Povijest
Prethodni standardni NATO-v kalibar za pušku bio je 7,62×51mm NATO, izveden od .308 Winchestera i projektiran je da zamijeni .30-06 Springfield u američkoj vojsci. Za postupka selekcije, iznesene su kritike da je kalibar 7.62mm NATO prejak za lagane suvremene službene puške, te da stvara pretjerani trzaj tijekom paljbe, a težina tog streljiva nije omogućavala dovoljnu brzinu gađanja u suvremenom ratovanju.
Britanci su iznijeli opsežne dokaze na temelju vlastitih pokusa na metku srednje veličine (intermediate round) od 1945., kada je došlo do uvođenja 7-milimetarskog metka tijekom selekcije 7.62mm NATO-a. Tvrtka FN Herstal je također bila uključena. Zabrinutost SAD-a o trzaju i učinkovitosti je prevladala nad drugim mišljenjima, pa je stav SAD prihvaćen u NATO-u, a ostale su NATO-ve članice prihvatile mišljenje da je standardizacija bila važnija od izbora idealnog kalibra. Međutim, dok je metak 7,62×51mm NATO postao NATO standard, SAD se je već bavio svojim istraživanjem, koje je naposljetku dovelo do 5,56×45mm NATO-a.
Krajem 1950-ih, ArmaLite i ostali američki projektanti vatrenog oružja započeli su svoje pokuse na jurišnim puškama koristeći komercijalni .222 Remington. Kada je postalo jasno da nije bilo dovoljno kapaciteta za smještaj baruta u čahuri da bi se zadovoljili zahtjevi američke kontinentalne vojne komande (U.S. Continental Army Command/CONARC) o brzini i penetraciji, ArmaLite je kontaktirao Remingtona kako bi izradili sličan metak s duljom čahurom i kraćim vratom, te je razvijen .222 Remington Special. U isto vrijeme, Earle Havey iz oružarnice Springfield je dao nalog Remingtonu da izradi još dulju čahuru metka, tada znanu kao .224 Springfield. Springfield je bio prisiljen odstupiti iz CONARC-ovog natjecanja, i na taj način je .224 Springfield bio objavljen kao komercijalni sportski kalibar poznat kao .222 Remington Magnum. Da bi se smanjla zbunjenost sa svim imenima sportskih .222 kalibara, .222 Remington Special je preimenovan u .223 Remington. Kad je američka vojska 1963. usvojila ArmaLiteovu jurišnu pušku M16, .223 Remington je standardiziran kao 5,56×45mm NATO. Kao komercijalni sportski metak, .223 Remington je uveden 1964. godine.